# Янчі Ріго
Янчі Ріго (народився Янош Ріго 23 серпня 1858, Пакозд — помер 3 лютого 1927, Нью-Йорк) — угорський скрипаль. На його честь названо торт Ріго Янчі.

## Життєпис
Ріго був відомою циганською примою, яка зустріла і згодом одружилася з Кларою Уорд, принцесою де Караман-Шіме (1873–1916), дочкою американського мільйонера, яка раніше була одружена з бельгійським принцом. Цей роман привернув велику увагу громадськості в 1896–98 роках. Однак відносно скоро після весілля пара знову розлучилася через зраду Ріго.

## Торт
Однойменний торт — це двошаровий глазурований шоколадний торт з товстим шаром начинки з шоколадного крему.
Існує невизначеність щодо зв’язку між ім’ям скрипаля та тортом, але це може бути лише рекламний трюк кондитера.